# Vachandarja
Vachandarja je řeka na severovýchodě Afghánistánu ve Vachánském koridoru (Badachšán) a na hranicích s Tádžikistánem (Horní Badachšán). Je levou zdrojnicí řeky Pjandž (povodí Amudarji). Je 220 km dlouhá.

## Průběh toku
Pramení z Vrevského ledovce na jižním okraji Pamíru. Až do soutoku s řekou Karakija se nazývá Vachdžir. Protéká v hluboké dolině mezi Vachánským hřbetem a Hindúkušem. Na hranicích s Tádžikistánem se slévá s řekou Pamír a vytváří řeku Pjandž.